# شريان مخي موصل خلفي
في علم التشريح، الشريان المخي الموصل الخلفي (بالإنجليزية: Posterior communicating artery)‏ هو عبارة عن زوج شرايين: أيمن وأيسر في قاعدة الدماغ واللّذان يشكّلان جزءًا من دائرة ويليس. كل شريان مخي موصل خلفي يتصل بثلاثة شرايين مخية في نفس الجانب. يتّصل أماميًّا بالشريان السباتي الباطن قبل تشعّب الشريان السباتي الباطن نهائيًا إلى الشريان المخي الأوسط والشريان المخي الأمامي. اما خلفًا، فيتّصل مع الشريان الدماغي الخلفي.
في علم التشريح، الشرايين الموصلة الخلفية اليمنى واليسرى هي الشرايين الموجودة في قاعدة الدماغ وتشكل جزءًا من دائرة ويليس. يتصل كل شريان موصل خلفي بثلاثة شرايين دماغية من نفس الجانب. يتصل من الأمام بالشريان السباتي الباطن قبل تفرعه النهائي إلى الشريان المخي الأمامي والشريان المخي الأوسط. يتصل من الخللف بالشريان المخي الخلفي. 
يتلقى الدماغ ترويته الدموية عن طريق الشرايين السباتية الباطنية وكذلك الشرايين المخية الخلفية، تربط الشرايين المخية الخلفية الموصلة شبكتي التروية ببعضهما البعض. هذا يوفر فائض من التروية أو دوران جانبي بإمكانه تحمل عبء التروية في حال انسداد إحدى الشبكات أو تضيقها.

## التطور
يتطور الشريان المخي الموصل الخلفي في دماغ الجنين بشكل لاحق نسبيًا وينشأ عن اندماج العديد من الأوعية الجنينية بالقرب من النهاية الذيلية للشريان الموصل الخلفي. 
يكون الشريان المخي الموصل الخلفي عبارة عن امتداد للشريان الموصل الخلفي عند 70-90% من الأجنة، ويكون له أصل قاعدي عند النسبة المتبقية. عادةً ما يتراجع الأصل السباتي الجنيني للشريان الموصل الخلفي، إذ تهيمن الشرايين الفقرية والقاعدية ويجد الشريان الموصل الخلفي منشأ جديد في الشريان القاعدي. يحتفظ الشريان المخي الموصل الخلفي بأصله الموصل الخلفي وبالتالي السباتي الباطن عند 20% من البالغين.

## الأهمية السريرية
تعتبر أمات الدم داخل القحفية الناشئة عن الشريان المخي الموصل الخلفي ثالث أشيع حالة من أمات الدم على مستوى حلقة ويليس، (الأكثر شيوعًا هي أمات الدم على حساب الشريان الموصل الأمامي) ويمكن أن تؤدي إلى شلل العصب المحرك للعين. 